# Kirche Ahlerstedt

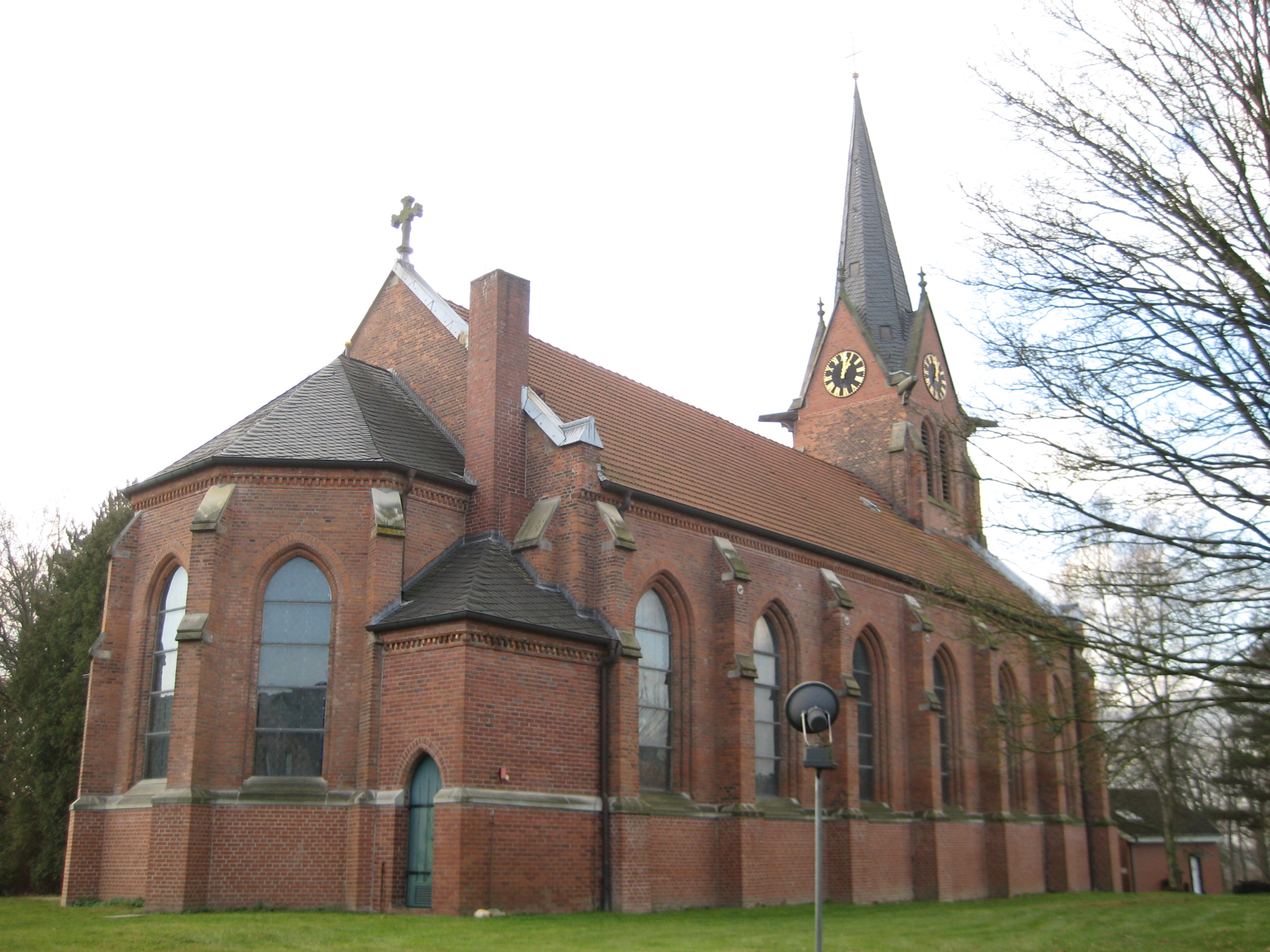
Kirche Ahlerstedt

Die Kirche Ahlerstedt ist ein denkmalgeschütztes evangelisch-lutherisches Kirchengebäude in Ahlerstedt im Landkreis Stade (Niedersachsen).

## Vorgeschichte
Vermutlich existierte um 1200 bereits eine Kirche oder eine Kapelle in Ahlerstedt. Jene Kirche wurde im Dreißigjährigen Krieg zerstört.
1656 wurde aus den Resten der alten Kirche eine neue Kirche gebaut. Diese Kirche war schlicht und schmucklos und hatte einen freistehenden Glockenturm. Die einzige Besonderheit waren Buntglasfenster, die biblische Geschichten zeigten. Um 1860 war das baufällige Kirchengebäude aber zu klein geworden, da Ahlerstedt einen großen Bevölkerungszuwachs vermerken konnte. Von 1753 bis 1853 hatte sich die Anzahl der Haushalte von 65 auf 231 fast vervierfacht. Deshalb beschloss der Kirchenvorstand am 22. Dezember 1860 einen Neubau. Von der Vorgängerkirche ist lediglich der Taufstein aus Granit erhalten geblieben; er befindet sich heute vor dem Ahlerstedter Gemeindehaus.

## Baugeschichte
Nach dem Abbruch der alten Kirche wurde zunächst aus dem Baumaterial der alten Kirche eine Scheune gebaut, die von 1862 bis 1865 als Notkirche diente.
Von 1862 bis 1865 wurde die neue Kirche nach Plänen des Architekten Edwin Oppler im Stil der Neugotik gebaut. Sie ist Opplers einziger nichtjüdischer Sakralbau. Die Backsteinkirche hat ein Schiff und vier Joche. Zudem hat sie einen Chor und einen 28 m hohen Kirchturm, der somit das höchste Gebäude in Ahlerstedt darstellt. Die Baukosten betrugen 9370 Taler; große Spenden kamen vom Kaufmann Friedrich Huth (300 Taler), vom Pastor, vom Grafen Eduard von Kielmansegg vom Gut Wiegersen (750 Taler) und vom hannoverschen König Georg V. (500 Taler).
Marie, die Frau des Königs, hat die Buntglasfenster für den Altarraum gestiftet. 3000 Menschen, darunter auch König Georg V. und sein Sohn, Kronprinz Ernst August, waren bei der Einweihung am 12. November 1865 dabei.
Die Turmuhr wurde 1909 eingebaut.
Weihnachten 1937 spendete Familie Fitschen aus Bokel zwei elektrische Kronleuchter, die die alten Petroleumlampen ablösten.
Die 1944 durch Bombensplitter zerstörten Buntglasfenster wurden ersetzt.
1954 wurde der Friedhof nach außerhalb verlegt.
2015 wurde der Kirchplatz mit seinem Ensemble bestehend aus Kirche, Gemeindehaus und Pfarrhaus umgestaltet.

## Ausstattung

### Altar
Die Altarbilder mit der Jesu Geburt, der Kreuzigung und der Auferstehung wurde der Kirche 1865 vom Künstler Bergmann aus Hannover geschenkt.

### Glocken
Die älteste Glocke blieb von 1639 bis 1909 im Turm, wog 580 Pfund und hatte die Inschrift Anno 1639 gegossen durch M. Pawal in Lüneburg. In jenem Jahr bekam die Kirche zwei neue Glocken, die 1045 kg und 623 kg wogen. Von den beiden Glocken ist eine 1916 im 1. Weltkrieg und eine im 2. Weltkrieg eingeschmolzen worden. Erstere Glocke wurde 1934 durch eine neue ersetzt. Das heutige Glockenwerk stammt aus dem Jahre 1959.

### Orgel
Die Orgel schuf 1865 Johann Hinrich Röver. Die Zinnpfeifen wurden 1916 im Ersten Weltkrieg eingeschmolzen. 1927 wurden neue Pfeifen und ein Motor fürs Gebläse eingebaut.
Die Orgel hatte sich verzogen und der Klang verändert, sie wurde 1970 verkauft und befindet sich in der Lambertus-Kirche in Kirchtimke. Die jetzige Orgel der Firma Hermann Eule Orgelbau Bautzen hat zwei Manuale und 16 Register.

## Gemeinde
Einst war die Kirche Filiale Bargstedts, um 1100 waren sie noch in Mulsum eingepfarrt.
Heute gehört die Kirche Ahlerstedt mit Ottendorf, Klethen, Bokel, Ahrenswohlde, Wangersen, Klein Wangersen, Hohenhausen und Ahrensmoor zur evangelisch-lutherischen Kirchengemeinde Ahlerstedt. Die Kirchengemeinde Ahlerstedt zählt zum Kirchenkreis Buxtehude im Sprengel Stade der Evangelisch-Lutherischen Landeskirche Hannovers.
Benachbarte Kirchspiele sind die Kirchspiele Bargstedt, Harsefeld, Apensen, Heeslingen und Sittensen.

## Pastoren
- 1760–: Martin Kratzsch
- ~1890: Arfken
- 1932–1961: Haar
- 1963–1975: Baden
- 1. Februar 1976–1984: G. Ostermeier
- 1. Juli 1984–Juni 1995: Willi Kalmbach
- Juli 1995–November 2009: Jürgen Riepshoff
- September 2010–: Detlef Beneke